# "Weird Al" Yankovic (musikalbum)
”Weird Al” Yankovic är ett musikalbum från 1983 av den amerikanska popartisten "Weird Al" Yankovic. Detta är det enda album han spelar dragspel på albumets samtliga låtar.

## Låtlista
1. Ricky - (2.36) (parodi av Toni Basils Mickey)
2. Gotta Boogie - (2.14)
3. I Love Rocky Road - (2.36) (parodi på Joan Jetts I Love Rock And Roll)
4. Buckingham Blues - (3.13)
5. Happy Birthday - (2.28)
6. Stop Draggin’ My Car Around - (3.16) (parodi på Stevie Nicks och Tom Pettys Stop Draggin’ My Heart Around)
7. My Bologna (2.01) - (parodi på The Knacks My Sharona)
8. The Check’s in the Mail - (3.13)
9. Another One Rides the Bus (Live) - (2.40) (parodi på Queens Another One Bites the Dust)
10. I’ll Be Mellow When I’m Dead - (3.39)
11. Such A Groovy Guy - (3.02)
12. Mr. Frump in the Iron Lung - (1.54)